# Allgemeine Bauzeitung
Die Allgemeine Bauzeitung (kurz ABZ) ist eine deutsche Fachzeitung für das gesamte Bauwesen. Sie erscheint wöchentlich jeweils freitags im Patzer Verlag in Berlin-Hannover. Neben Deutschland, Österreich und der Schweiz wird sie in weiteren 25 Ländern vertrieben.
Die Zeitung richtet sich seit ihrem Ersterscheinen im Jahr 1929 an Bauunternehmer, Baustoffhändler, Baumaschinenhändler, Baumaschinenvermieter, Baumaschinen- und Baustoffhersteller, Baubehörden und -ämter, Ingenieure, Architekten, Stadtplaner, Verbände und Hochschulen. Das Fachblatt ist Verbandsorgan des Bundesverbandes Gerüstbau, des Güteschutzverbandes Stahlgerüstbau, des Deutschen Abbruchverbandes sowie des Fachverbandes Betonbohren und -sägen.
Die Allgemeine Bauzeitung informiert mit neuesten Nachrichten aus Baupolitik, Bauwirtschaft und Bautechnik. Ständige Fachthemen über Baugeräte, Baumaschinen, Baustoffe, Architektur, Baurecht und Bauforschung, Reportagen, Analysen und Baustellenberichte geben ein umfassendes Bild der Branche. Die Printausgabe beinhaltet neben dem aktuellen Teil regelmäßig Fachbeilagen, in denen über neuste Entwicklungen und Produkte informiert wird. Ergänzt wird sie durch die Online-Ausgabe, wo tagesaktuell Informationen aus der Baubranche zu finden sind.